# Ред-Оук (Оклахома)
Ред-Оук (англ. Red Oak) — місто (англ. town) в США, в окрузі Латімер штату Оклахома. Населення — 537 осіб (2020).

## Географія
Ред-Оук розташований за координатами 34°57′3″ пн. ш. 95°4′52″ зх. д. / 34.95083° пн. ш. 95.08111° зх. д. (34.950747, -95.081097).  За даними Бюро перепису населення США в 2010 році місто мало площу 2,40 км², з яких 2,40 км² — суходіл та 0,01 км² — водойми.

## Демографія
Згідно з переписом 2010 року, у місті мешкало 549 осіб у 232 домогосподарствах у складі 150 родин. Густота населення становила 228 осіб/км².  Було 288 помешкань (120/км²).
Расовий склад населення:
| - 65,8 % — білих - 25,7 % — корінних американців - 0,4 % — чорних або афроамериканців - 0,4 % — азіатів |

До двох чи більше рас належало 7,3 %. Частка іспаномовних становила 0,9 % від усіх жителів.
За віковим діапазоном населення розподілялося таким чином: 21,9 % — особи молодші 18 років, 60,8 % — особи у віці 18—64 років, 17,3 % — особи у віці 65 років та старші. Медіана віку мешканця становила 43,3 року. На 100 осіб жіночої статі у місті припадало 108,7 чоловіків;  на 100 жінок у віці від 18 років та старших — 104,3 чоловіків також старших 18 років.
Середній дохід на одне домашнє господарство  становив 46 474 долари США (медіана — 33 819), а середній дохід на одну сім'ю — 57 420 доларів (медіана — 46 406). Медіана доходів становила 39 250 доларів для чоловіків та 30 250 доларів для жінок. За межею бідності перебувало 15,1 % осіб, у тому числі 12,4 % дітей у віці до 18 років та 13,4 % осіб у віці 65 років та старших.
Цивільне працевлаштоване населення становило 206 осіб. Основні галузі зайнятості: освіта, охорона здоров'я та соціальна допомога — 25,7 %, будівництво — 12,1 %, мистецтво, розваги та відпочинок — 11,7 %.